# 冯志军
冯志军（1945年12月—） ，中华人民共和国外交官，甘肃人。

## 生平
1965年，考入北京外国语学院法语系学习。1973年毕业后，被分配到外交部工作，开始了其外交生涯。
在外交部工作期间，冯志军先后担任多项职务，包括中华人民共和国驻布基纳法索大使馆三秘、二秘，外交部干部司一秘、副处长，以及非洲司副处长。他还曾在驻尼日尔使馆担任参赞，并于后期出任驻布隆迪共和国大使。

## 退休生活
退休后，冯志军继续参与外交界的活动，担任外交部老外交官诗社副社长兼秘书长，并且是外交部老外交官笔会会员和外交部国际问题研究基金会成员。他多次受邀返回母校北京外国语大学参加学生活动。

## 翻译作品
冯志军在职期间曾翻译出版多部著作，包括《风流女皇》《动物趣闻》和《一号囚徒》。